# 布朗勒
布朗勒（法語：Bransles，法語發音：[bʁɑ̃l] ⓘ）是法国塞纳-马恩省的一个市镇，属于枫丹白露区。

## 地理
布朗勒（48°9'7"N, 2°50'5"E）面积13.85 平方千米，位于法国法蘭西島大區塞纳-马恩省，该省份为法国北部内陆省份，北起瓦兹省，西接埃松省、马恩河谷省、塞纳-圣但尼省和瓦兹河谷省，南至卢瓦雷省，东南接约讷省，东临马恩省和奥布省，东北接埃纳省。
与布朗勒接壤的市镇（或旧市镇、城区）包括：舍瓦讷、多尔迪沃、加蒂奈地区费里耶尔、尚特罗、埃格勒维尔。

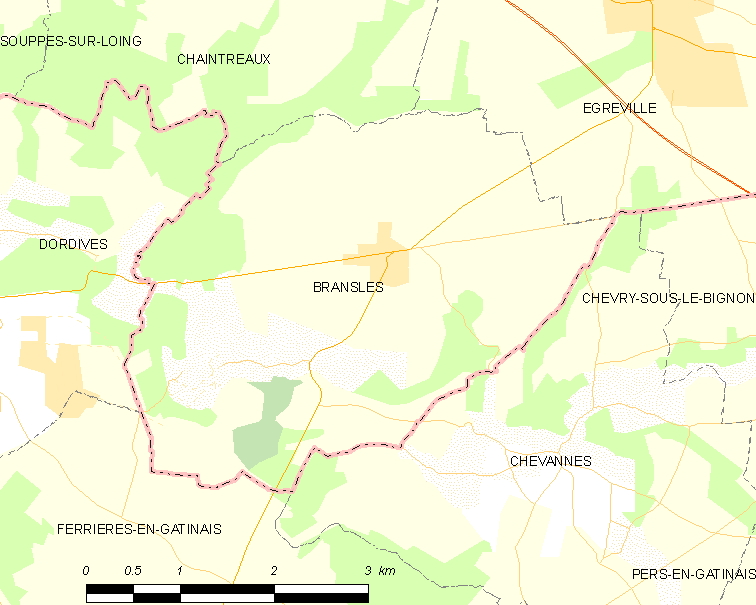
布朗勒的OSM定位图

布朗勒的时区为UTC+01:00、UTC+02:00（夏令时）。

## 行政
布朗勒的邮政编码为77620，INSEE市镇编码为77050。

## 政治
布朗勒所属的省级选区为讷穆尔县。

## 人口

1962-2008年间布朗勒人口变化图示

布朗勒于2022年1月1日时的人口数量为529人。